# Almáskeresztúr
Almáskeresztúr é uma vila da Hungria, situada no condado de Baranya. Tem 13,03 km² de área e sua população em 2019 foi estimada em 75 habitantes.